# Autoschlüssel

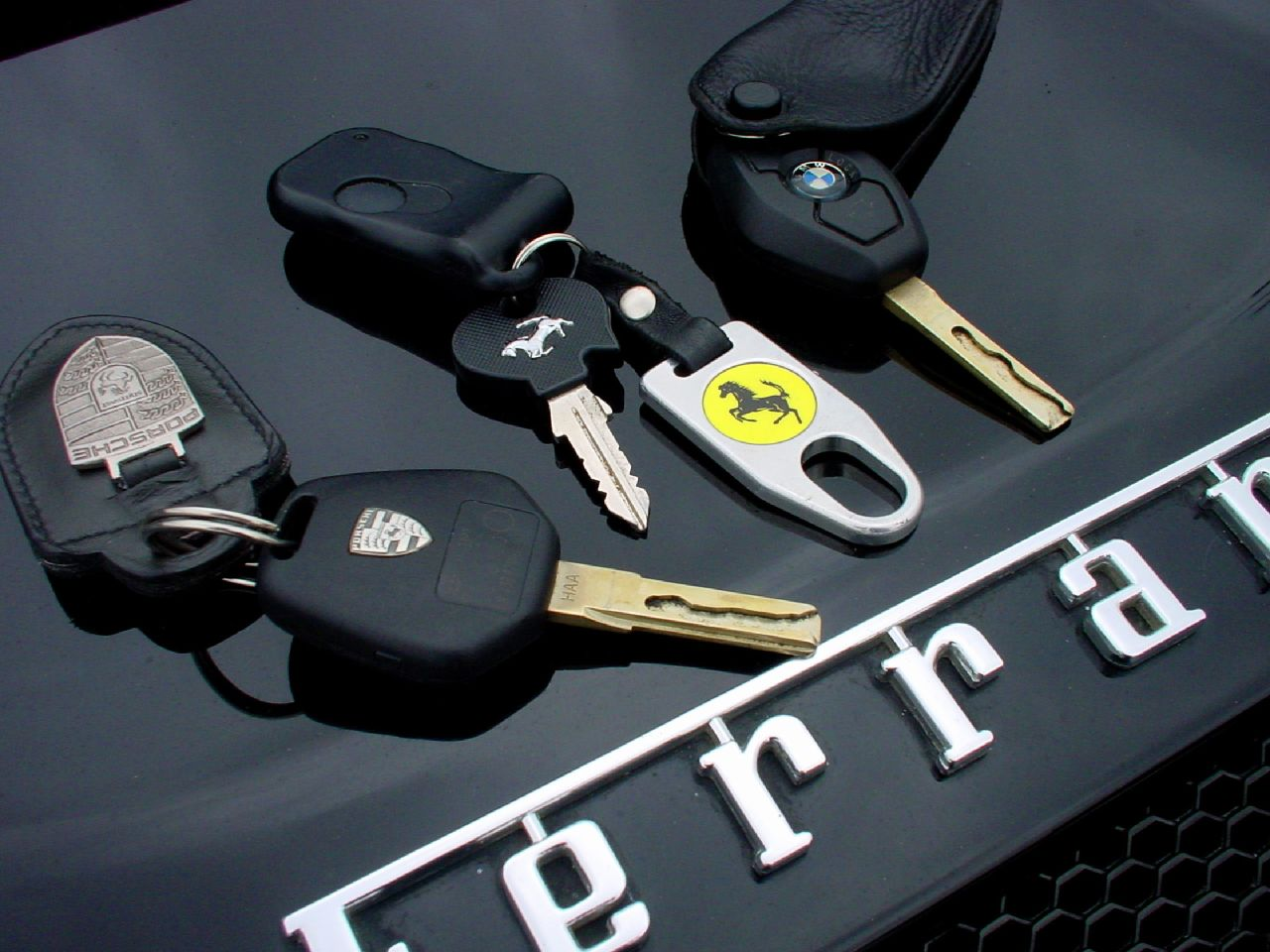
Eine Auswahl einiger exklusiver Autoschlüssel

Autoschlüssel sind Schlüssel, die zum Verschließen, Öffnen und als Zündschlüssel auch zum Starten von Kraftfahrzeugen benötigt werden, meist als Wendeschlüssel oder neuer ganz ohne Schlüsselbart ausgelegt. Sie dienen gleichzeitig zum Lösen der in Deutschland vorgeschriebenen mechanischen Sperre (meist als Lenkradsperre ausgeführt).
Moderne Autoschlüssel sind Funkschlüssel, mit denen die Türen sowohl mechanisch als auch per Fernbedienung ver- und entriegelt werden können. Sie funken im ISM-Band im Bereich von 433 MHz. Eine Vorläufertechnologie der Funkschlüssel waren per Infrarot sendende Autoschlüssel. 
Bei neuen Fahrzeugen ist ein Transponder (RFID-Chip) in den Schlüssel integriert, dessen Daten notwendig sind, um eine Wegfahrsperre freizuschalten.
Mit dem Autoschlüssel können auch Sitzlehnenschlösser, das Handschuhfach oder ähnliche Ablagemöglichkeiten ver- und entriegelt werden. Häufig dient er auch zum Aus- und Einschalten des Beifahrerairbags, um Kindersitze montieren zu können, oder zum Öffnen und Verschließen der Tankklappe oder des Tankdeckels, um unbefugten Zugang zum Kraftstofftank zu verhindern.